# 권민석 (종합격투기 선수)
권민석(Min Seok Kwon, 1989년 7월 5일 ~ )은 대한민국의 종합격투기 선수이다. 서울청무체육관에 소속해 있다. 현재 구의동 로드짐 킥복싱 코치로 근무 중이며 키는 175cm, 체중은 65kg~70kg이다.

## 정보

### K-1 전적
- 7전 4승 3패(1 KO)

| 경기일자         | 상대   | 결과 | 내용        | 대회                         |
| ---------------- | ------ | ---- | ----------- | ---------------------------- |
| 2009년 11월 27일 | 김세기 | 패   | 3R 판정     | 더 칸2                       |
| 2009년 3월 20일  | 임치빈 | 패   | 3R 판정     | K-1 맥스 코리아 2009 인 서울 |
| 2009년 2월 14일  | 오두석 | 승   | 4R 연장판정 | K-1 맥스 코리아 2009 예선전  |
| 2009년 2월 14일  | 이성현 | 승   | 4R 연장판정 | K-1 맥스 코리아 2009 예선전  |
| 2009년 2월 14일  | 정재헌 | 승   | 3R KO       | K-1 맥스 코리아 2009 예선전  |
| 2008년 2월 24일  | 김태환 | 승   | 3R 판정     | K-1 아시아 맥스 2008 인 서울 |
| 2007년 10월 1일  | 히로야 | 패   | 3R 판정     | K-1 월드 맥스 2007 결승전    |

## 방송 출연
- 《소사이어티 게임 2》 (2017년)
- 《겁 없는 녀석들》 (2017년)